# Cordillerodexia
Cordillerodexia är ett släkte av tvåvingar. Cordillerodexia ingår i familjen parasitflugor.
Kladogram enligt Catalogue of Life:
| Cordillerodexia | \| \| Cordillerodexia colombiana \| \| \| \| \| \| Cordillerodexia orientalis \| \| \| \| |
|                 | \| \| Cordillerodexia colombiana \| \| \| \| \| \| Cordillerodexia orientalis \| \| \| \| |
|                 | Cordillerodexia colombiana                                                                |
|                 |                                                                                           |
|                 | Cordillerodexia orientalis                                                                |
|                 |                                                                                           |